# كولغيت - بالموليف (شركة)

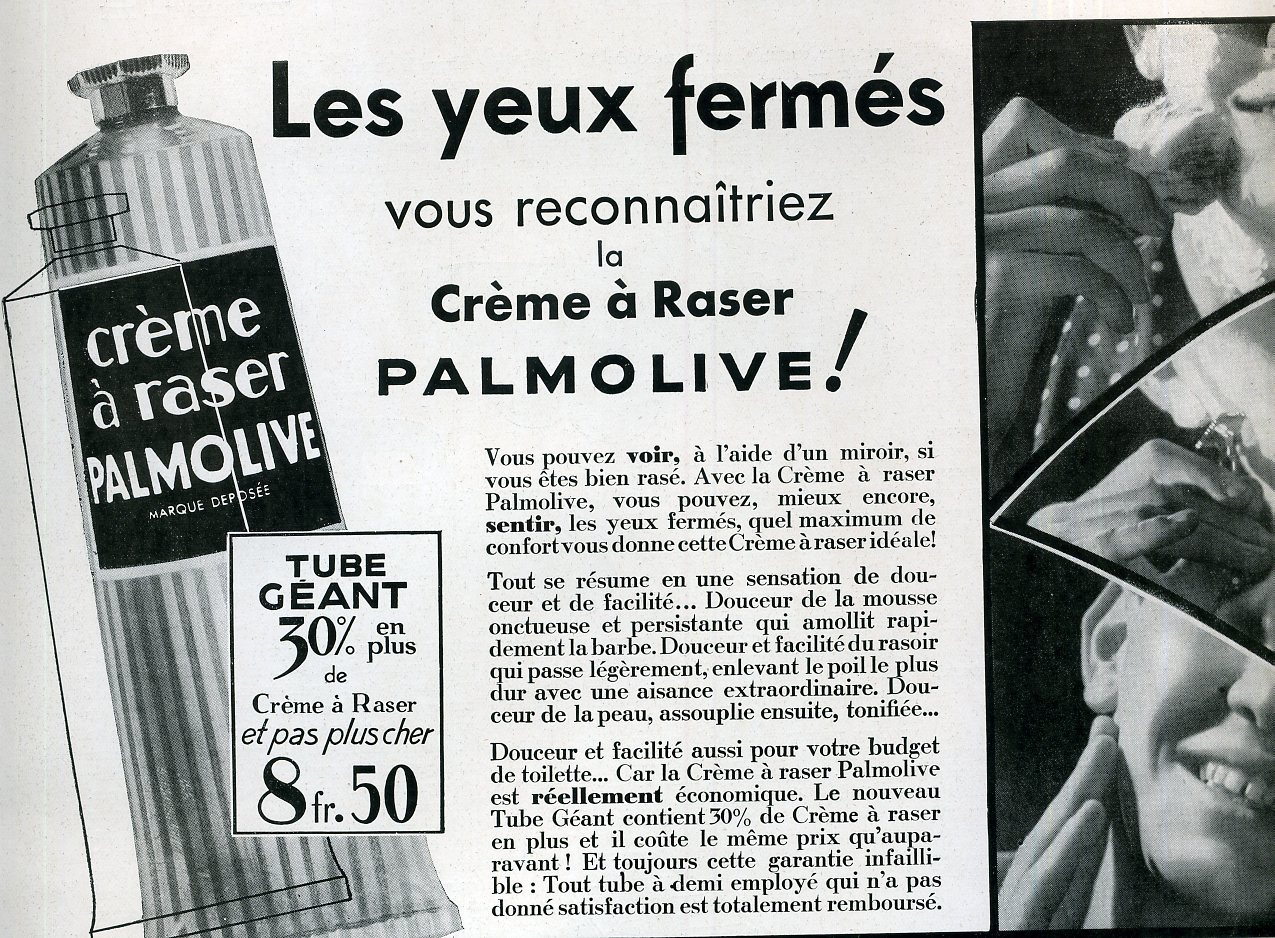
إشهار لكريم الحلاقة سنة 1934 من منتجات الشركة

كولجايت - بالموليف (بالإنجليزية: Colgate-Palmolive Company)‏ هي شركة أمريكية متخصصة في تصنيع وتسويق منتجات التنظيف مثل الصابون والمنظفات، و معجون الأسنان وفرشاة الأسنان. وهو لاعب في السوق الدولية مع سمعة قوية في العديد من البلدان.